# 板山神社 (美濃市)
板山神社（いたやまじんじゃ）は、岐阜県美濃市片知にある神社。

## 概要
正安三年（1301年）薬師神社として創建。藤田市左ェ門が近江国より勧請したと伝わる。
1908年（明治41年）に板山神社に改称。1930年（昭和5年）に村社。1958年（昭和33年）に岐阜県神社庁より銀幣社の指定を受ける。

## 主祭神
- 大己貴命
- 少彦名神

## 境内社
- 白山神社[2]
- 愛宕神社[2]
- 山神神社[2]
- 恵比寿神社[2]

## 文化財
木造薬師三尊立像
- 円空作の薬師三尊立像（薬師如来・日光菩薩・月光菩薩）。
- 1967年（昭和42年）に、岐阜県の重要文化財に指定されている[3]。